# Union Springs (Alabama)
Union Springs is een plaats (city) in de Amerikaanse staat Alabama, en valt bestuurlijk gezien onder Bullock County.

## Demografie
Bij de volkstelling in 2000 werd het aantal inwoners vastgesteld op 3670.
In 2006 is het aantal inwoners door het United States Census Bureau geschat op 4629, een stijging van 959 (26,1%).

## Geografie
Volgens het United States Census Bureau beslaat de plaats een oppervlakte van
17,8 km², geheel bestaande uit land. Union Springs ligt op ongeveer 168 m boven zeeniveau.

## Plaatsen in de nabije omgeving
De onderstaande figuur toont de plaatsen in een straal van 40 km rond Union Springs.